# Avenida metróállomás
Az Avenida metróállomás a lisszaboni metró kék metróvonalán.

## Története
Az Avenida egyike annak a 11 állomásnak, amelyek az 1959. december 29-én megnyitott eredeti lisszaboni metróhálózathoz tartoznak. 

## Jellemzői
Az állomás az Avenida da Liberdade sugárút és a Rua Manuel Jesus de Coelho kereszteződésénél található. Innen elérhető a São Jorge mozi, a Tivoli Színház, a Parque Mayer, a Cinemateca Portuguesa és a Fundação Oriente székhelye. Az eredeti állomás építészeti terveit Falcão e Cunha, míg a dekorációt Rogério Ribeiro festőművész készítette.
Az állomás bővítését 1982. november 9-én fejezték be Sanchez Jorge építészeti tervei alapján. Ekkor a peronokat meghosszabbították és egy új előcsarnokot építettek. A díszítést Rogério Ribeiro festőművész készítette. 
2009. június 8-án fejezték be az állomás felújítását néhány napos munka után Ana Nascimento építész tervei alapján.

## Fordítás
Ez a szócikk részben vagy egészben  az   Estação Avenida című portugál Wikipédia-szócikk ezen változatának fordításán alapul.  Az eredeti cikk szerkesztőit annak laptörténete sorolja fel. Ez a jelzés csupán a megfogalmazás eredetét és a szerzői jogokat jelzi, nem szolgál a cikkben szereplő információk forrásmegjelöléseként.